# Holystone
Holystone – wieś w Anglii, w hrabstwie Northumberland. Leży 48 km na północny zachód od miasta Newcastle upon Tyne i 442 km na północ od Londynu.